# Dicranomyia tessulata
Dicranomyia tessulata är en tvåvingeart som först beskrevs av Evgenyi Nikolayevich Savchenko 1974.  Dicranomyia tessulata ingår i släktet Dicranomyia och familjen småharkrankar. Inga underarter finns listade i Catalogue of Life.